# Ventrada

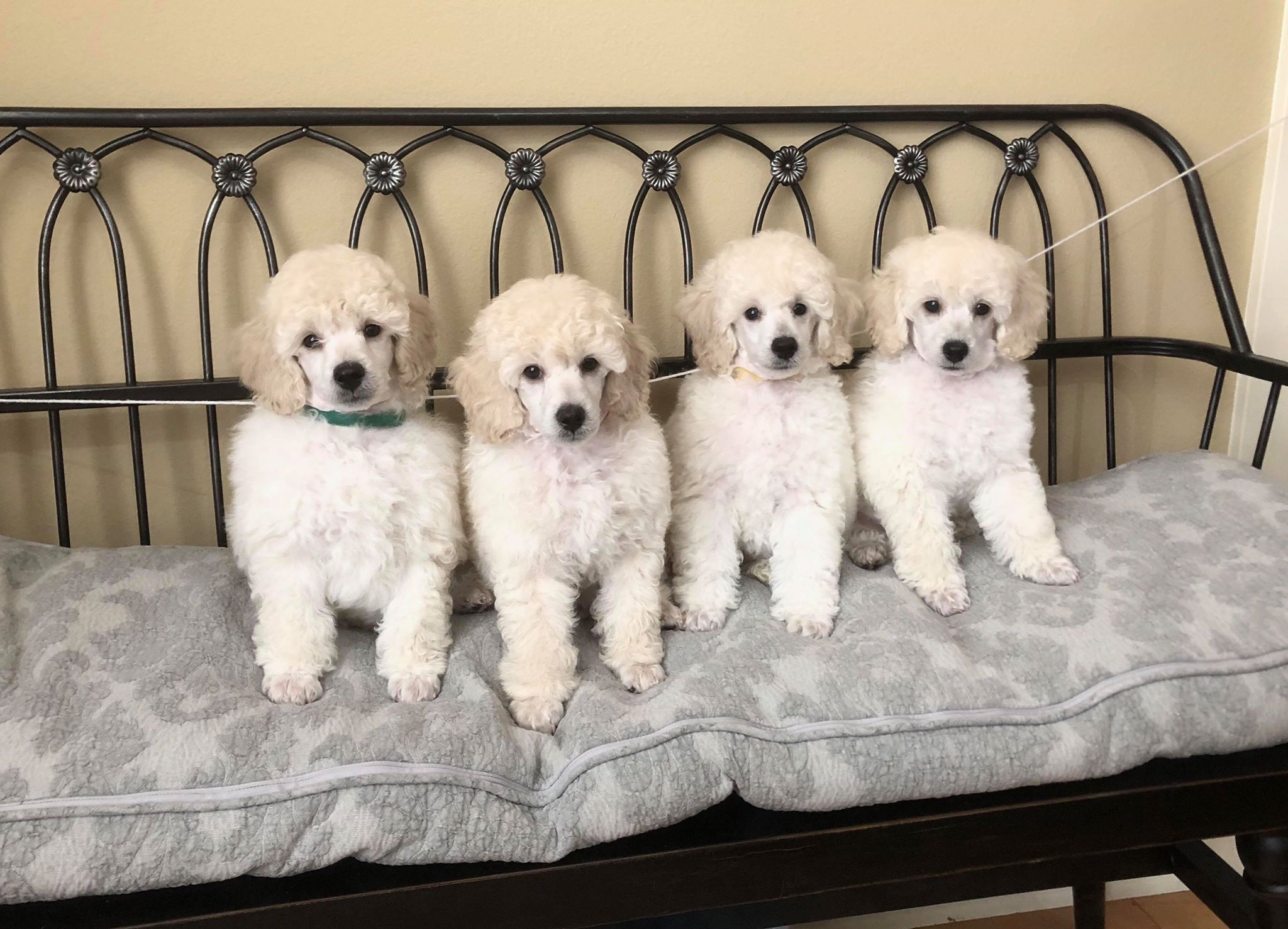
Ventrada de cadells de gos de 8 setmanes

Una ventrada o ventregada és, en el part d'un animal, el conjunt d'éssers nascuts del mateix part, generalment dels mateixos progenitors.
La ventrada té un cost fisiològic per als pares (gestació per a la femella, alimentació), però, com a estratègia reproductiva, maximitza el nombre de descendents.
El terme s'utilitza generalment per als mamífers, però pot utilitzar-se per a qualsevol altre animal capaç de parir múltiples cries.
Segons el tipus d'animals també es pot dir: cadellada (gossos), gatinada o gatonada (gats), llorigada (conills), garrinada o lletigada (porcs), cabridada (cabrits), llocada (pollets).
Els animals solen mostrar un comportament similar entre ramats, eixams, o colònies i aquests naixements múltiples solen tenir avantatges similars. Una ventrada ofereix protecció enfront dels depredadors, no en concret per als nounats sinó per a la cria per part dels pares. Amb un part múltiple, els predadors poden menjar-se una cria però les altres sobreviuran, mentre que en un part únic, la pèrdua de l'única cria parida significa una temporada de cria perduda.
Un altre avantatge significatiu és la possibilitat que les cries més sanes afavoreixin el grup. Encara que no es tracta d'una decisió conscient per part dels pares, les cries més fortes i sanes competeixen amb major èxit pel menjar i l'espai fent que els més febles puguin morir per falta de cures.
En estat salvatge, només un petit percentatge de la ventrada sobreviu, mentre que en animals domesticats i aquells en captivitat, solen viure tots els membres d'una mateixa ventrada.
La mida mitjana de la ventrada d’una espècie és generalment igual a la meitat del nombre de tetines i la mida màxima de la ventrada coincideix generalment amb el nombre de tetines. No obstant això, no totes les espècies compleixen aquesta regla. La rata talp nua, per exemple, té una mitjana aproximada d’onze cries per naixement i té onze tetines.